# روبرت بينهام
روبرت بينهام (بالإنجليزية: Robert Benham)‏ هو قاضي ومحامي أمريكي، ولد في 25 سبتمبر 1946.

## وصلات خارجية
- روبرت بينهام على موقع إن إن دي بي (الإنجليزية)